# Каральна акція НКВС у с. Курів
Каральна акція НКВС у с. Курів — акція військ НКВС проти населення галицького села Курів, вчинена 24 серпня 1944 року. Під час цих воєнних дій село було спалено дощенту та вбито майже п'ятдесят мирних мешканців.

## Передумови
З літа 1943 року паралельно із дорослою сіткою (станичними були Атаманюк Михайло Романович та Матейко Іван Онуфрійович) у селі діяла й молодіжна ОУН «Юнаки». У роки Другої світової війни місцеві оунівці підтримували зв'язок із відділами УПА на Волині: переправляли туди зброю та худобу, надавали допомогу загонам повстанців під час їхніх переходів, заготовляли харчі тощо. У 1944 р. багато курівських підпільників, зокрема Бандура Ілько Іванович (Віщун; 1921 р. н.), Ліуш Михайло (Крук; 1924), Фреїк Степан та інші поповнили ряди УПА і боївок ОУН.
Наприкінці липня 1944 р. через Курів проходила лінія фронту. Відразу ж після повернення більшовиків націоналістична організація «Юнаки» за наказом проводу ОУН була розпущена задля захисту молоді від переслідувань НКВС, та опір мешканців не припинився і з цим опором одразу розпочали боротьбу каральні сили радянської влади.
Масово заарештовували бійців підпілля, зокрема 11 серпня 1944 р. ув'язнили члена ОУН «Юнаки» Белей Трохим (1925 р. н.). На день пізніше від нього в енкаведистські застінки потрапив ще один член ОУН, але вже дорослої сітки, — Василь Іванович Атаманюк (1903 р. н.). За доносом зрадників на городі Василя Атаманюка червоноармійці відкопали заховане підпільниками друкарське обладнання. Вже у грудні трибунал військ НКВС Станіславської (тепер Івано-Франківської) області засудив чоловіків до понад 10 років каторжних робіт та 5 років позбавлення громадянських прав із конфіскацією майна.

## Причини та поштовх до проведення акції
На початку серпня боївка кущового проводу ОУН захопила і знищила 3-х радянських парашутистів-розвідників в Кінашеві (сусіднє село). Більшівцівський райвідділ НКВС одразу направив до Кінашева й Курова спецгрупу, яка мала знайти і покарати «терористів», та оунівців видали не одразу.
Ця акція була важелем залякування українців, аби ті відмовилися від боротьби та стали колаборантами. Найбільша ж мета таких каральних дій — бажання змусити молодь мобілізуватися до зріділих лав радянської армії. За тиждень до страшного дня у село навідалися представники районної влади. Вони зібрали усіх дорослих чоловіків на збори, де зачитали наказ про мобілізацію на фронт людей призовного віку. Партійці пригрозили селянам: якщо вони добровільно не з'являться у райвійськкомат, то матимуть великі неприємності.

## Хід подій
23 серпня у село прийшли солдати, які забрали із собою голову сільради Бандуру Онуфрія, щоб залишити живим корисного донощика. До Курова він більше не повернувся, а разом із дружиною й донькою оселився у райцентрі Більшівцях. Співпрацюючи з окупантами, Онуфрій часто їздив з опергрупою по селах району, виявляючи «куркулів та бандитів».
Ніч із 23 на 24 серпня 1944 року була тихою. Жителі Курова навіть не підозрювали, що чекає на них удосвіта. О 4-й годині ранку село зі всіх боків оточили кілька рот енкавеесівців. Зі смолоскипами в руках, без галасу, солдати заходили на кожне подвір'я й підпалювали хати, стайні та стодоли. Якщо будівля не спалахувала відразу, то всередину кидали віхті запаленої соломи. Перелякані курівці вибігали з охоплених вогнем хат і потрапляли в руки облавників. Дехто кидався тікати, та, не ступивши й кількох кроків, падав під автоматними чергами.
Першою зайнялася хата Дмитра Бандури, наступними загорілися садиби Тадея Сидорика, Миколи Грибіжа, Дмитра Басараба, Олекси Басараба, Михайла Кардана та Миколи Бандури. Солдати ж тим часом орудували біля будівель, котрих ще не встигло охопити полум'я. Там ховалися люди, штовхаючи у спини прикладами, облавники виганяли їх на подвір'я, поквапом відділяли чоловіків та стріляли тим у потилицю.
Акція тривала до 3-ї години дня. Протягом цього часу над селом кружляв літак, екіпаж якого вів вогонь по живих мішенях. Всього червоноармійці спалили близько 100 господарств і замордували 47 селян. Живими залишилися тільки жінки, діти та незначна кількість дивом уцілілих чоловіків. Згідно з даними статистики, в 1943 р. Курів налічував 472 жителі. За неповні 2 роки їх чисельність зменшилася на 115 осіб.
Марія Данилівна Атаманюк згадує:
Того дня ми із сестрою повернулися з Жалиборів, і застали в Курові жахливу картину. Довкола валялися трупи, стояв сморід, подекуди догорали оселі, над селом, ніби ворони, густо літали клапті сажі, поміж згарищами блукали жінки з малими дітьми. Мабуть, ще з тиждень після кривавої акції жителі села ночували по садах та городах, збираючись докупи родинами. В уцілілих хатах спати боялися, бо ходили чутки, що москалі мають вирізати всіх до одного, щоби від «бандерівського» села не лишилося й сліду.
По завершені каральних дій кати посідали на фіри й рушили у Слободу, прихопивши зі собою чотирьох чоловіків: Івана Матейка, Івана Микитина, Василя Атаманюка й Василя Гречуха. Згодом усі вони теж загинули.

## Після акції
На околиці Кінашева на енкаведистів, що верталися з Курова після кривавої розправи, очікувала в засідці боївка ОУН. Хлопці планували зненацька напасти на облавників, та місцеві жителі благали їх відійти, бо після цього бою на село впаде помста каральних органів. Підпільники відступили до Нараївки і там дочекалися ворогів. Та сили виявилися нерівні, до того ж повстанці не встигли належно підготуватися до цього бою. Багато українських бійців загинуло, серед них і курівці Атаманюк Іван Васильович (1914 р. н.), Атаманюк Михайло Онуфрійович, Атаманюк Михайло Романович (станичний ОУН села Курова), Лучак Степан Михайлович (1923 р. н.), Грибіж Василь Миколайович, Крупа Михайло Васильович, Сірко Дмитро Семенович (1918 р. н.), Фреїк Олексій Михайлович (1918 р. н.), Хомин Іван Онуфрійович.
Через чотири дні 15-х жителів села, що залишилися живі, — Петра Атаманюка, Юрія Атаманюка, Михайла Бандуру, Андрія Бандуру, Дмитра Бандуру, Дмитра Белея, Юрія Гречуха (зник безвісти у вересні 1944 року), Михайла Грибіжа, Василя Крупу (зник безвісти у квітні 1945 року), Михайла Леонка, Миколу Максиміва (зник безвісти у січні 1945-го), Василя Мегаса (загинув 24 жовтня 1944 року), Василя Перегінця (загинув 12 жовтня 1944 року), Івана Сірка та Семена Петраша рекрутували до Червоної армії.
Репресії проти курівців тривали. Вже після акції з невідомих причин були заарештовані і трагічно загинули Михайло Винник і Дмитро Крупа. Восени того ж року в Караганду вивезли Ганну, Розалію, Євдокію та Миколу Атаманюків, Ганну Сірко, Софію й Петра Фреїків та багатьох инших жителів села, родичі яких воювали у збройних формуваннях ОУН та УПА. Коли старий Олекса Атаманюк помер у поїзді дорогою в Караганду, охоронці просто викинули його тіло через вікно.

## Загиблі жителі с. Курів
1. Атаманюк Василь Іванович — заарештований під час акції. Зник безвісти.
2. Атаманюк Іван Васильович
3. Атаманюк Іван Олексійович
4. Атаманюк Микола Олексійович
5. Атаманюк Михайло Миколайович
6. Атаманюк Іван Олексійович
7. Атаманюк Олекса Дмитрович
8. Атаманюк Федір Олексійович
9. Бандура Григорій Федорович
10. Бандура Дмитро Павлович
11. Бандура Іван Михайлович
12. Бандура Микола Михайлович
13. Бандура Федір Григорович
14. Басараб Дмитро Миколайович
15. Басараб Олекса Миколайович
16. Бандура Микола Михайлович
17. Винник Михайло Сильвестрович — заарештований після акції. Зник безвісти.
18. Гречух Василь Іванович — заарештований під час акції. Зник безвісти.
19. Грибіж Василь Миколайович
20. Грибіж Микола Онуфрійович
21. Кардан Михайло Іванович
22. Кащій Іван Романович
23. Кащій Роман Григорович
24. Кащій Михайло Романович
25. Кв'ятик Володимир
26. Крупа Дмитро Юркович — заарештований після акції. Зник безвісти.
27. Крупа Іван Андрійович
28. Крупа Михайло Андрійович
29. Курас Дмитро Васильович — зник безвісти під час проведення акції.
30. Матейко Дмитро Онуфрійович
31. Матейко Іван Онуфрійович — заарештований під час акції. Зник безвісти.
32. Микитин Іван — заарештований під час акції. Зник безвісти.
33. Перегінець Василь Іванович
34. Перегінець Василь Михайлович
35. Перегінець Катерина
36. Перегінець Михайло Іванович
37. Перегінець Михайло Васильович
38. Петраш Семен Андрійович
39. Петраш Танас Андрійович
40. Сірко Василь Степанович
41. Сірко Микола Степанович
42. Сірко Петро Степанович
43. Сидорик Володимир Іванович
44. Сидорик Тадей Іванович
45. Хомин Іван Михайлович
46. Хомин Іван Онуфрійович
47. Хомин Парасковія Онуфріївна

## Спогади очевидців

### Іван Олексійович Басараб (1932р.н.)
Коли почалася енкавеесівська кривава акція, до нас забіг Микола Грибіж і сказав татові: «Біда, брате! Ховаймося, бо москалі село навколо оточили. Палять хати і в людей стріляють». Вони поспіхом вийшли з хати, але тут же й вернулися, бо четверо солдатів, які вбили сусіда Миколу Михайловича Бандуру, прямували вже до нас. Зайшли в хату, й один із них ударив нашого батька в лице, питаючи: «Ти чому, бандитська мордо, не на фронті?». «Та тому, що не кликали», — відповів тато.
Вони вивели мого батька, старшого брата Миколу й сусіда надвір та наказали йти за ними. Брат тихцем шмигнув за грушу і заховався на городі в кукурудзі, де й пересидів увесь той страшний час. Там же сховалася й решта нашої родини: мама, я і сестра. Ми просиділи на городі до полудня, доки до нас не підійшла сусідка Текля Белей і, плачучи, сказала, що нашого тата разом із сусідом Грибіжем москалі застрелили в саду Івана Матейка.

Наш батько висів на огорожі з колючого дроту: його скосила автоматна черга якраз тоді, коли він хотів перебратися через ту огорожу. Кулі повиривали татові груди.

### Степан Ількович Крупа (1935р.н.)
На наше подвір'я зайшло десь із 15 солдатів і криками та стусанами повиганяли нас із хати. Ми із сестрою Марією та двома сусідськими хлопцями, Василем і Степаном, вигнали худобу на пасовище і звідти з жахом дивилися, як у полум'ї гинуло наше село. Солдати в енкавеесівській формі підпалювали факелами обійстя й розстрілювали усіх чоловіків, яких стрічали на своєму шляху.

### Дмитро Михайлович Бандура (1910р.н.)
Я ще вдосвіта вигнав на пасовисько коней і, повернувшись до хати, ліг спати. Але по якімсь часі забігла до кімнати моя старша сестра Ганна, якась перестрашена, і ще з порога закричала: «Дмитре, Федоре, тікайте, бо село обступило військо, і не знати, чим це все закінчиться!». Вибігли ми з Федором надвір і побачили солдатів, які стояли на околицях невеликими групами. Помітивши, що на другому боці вулиці якийсь військовий уже налаштовує кулемет, ми кинулися тікати в поле. Бігли, а довкола нас кулі, посвистуючи, впивалися в землю. Стріляли із дуже малої відстані — не влучити було просто неможливо, — отож мені тоді подумалося: «Мабуть, кулеметник не хоче брати гріха на душу, а стріляє тому, що мусить». Коли я вже втішився, що ми з небожем Федором уникнемо смерті від густих кулеметних черг, із-за хати Івана Сидорика раптом вибігли два енкавеесівці й почали палити по нас із карабінів. Були б нас забили, якби, на наше щастя, не з'явився Федір Бандура, вояк УПА, який автоматним вогнем загнав москалів назад за хату Сидорика.

### Семен Атанасович Петраш (1925р.н.)
Уранці 24 серпня 1944 року група солдатів, одягнених в енкавеесівську форму, підійшла до нашої хати й підпалила її. Мої батьки стали виносити з палаючої оселі майно, надбане за десятки літ тяжкої праці. Тато якраз ніс подушки, коли надійшла друга група військових, і один із червонопогонників вистрілив йому в груди. Смертельно поранений батько повалився на землю, але вмер не відразу, а через годину-півтори. Нажахана мама сіла на землю, поклала собі на коліна його голову і тяжко заголосила. Тато вмирав довго, шептав помертвілими вустами, що його дуже пече у грудях, і просив маму, аби вона дула йому на рану. Мама ридала і дула, дула і голосила, аж поки батько не помер.

## Вшанування пам'яті загиблих
24 серпня 1991 р., у День незалежности нашої держави та 47-ї річниці кривавої трагедії, Григорій Ількович Клюба підняв у Курові національний прапор. У серпні наступного року тут було висипано символічну могилу на пам'ять про загиблих під час акції НКВС односельців. Біля її підніжжя встановлено прямокутну плиту із мармурової крихти, на якій вигравіювано прізвища 47 закатованих жителів Курова. Могилу доглядають школярі, а на свята біля неї відправляють панахиду за душі невинно знищених людей.
24 серпня 2004 р. у селі звели капличку, яка стала символом незнищенної пам'яті про односельців — жертв більшовицького терору. Матеріали та кошти для будівництва офірувала уродженка Курова, колишня вчителька Софія Михайлівна Палійчук. Того ж року Ростислав Гандзюк видав книгу «Розстріляне село», в якій на основі спогадів очевидців та нечисленних архівних матеріалів, які вдалося розшукати, висвітлює каральну акцію 1944 р.